# Elezioni generali in Spagna del 2023
Le elezioni generali in Spagna del 2023 si sono tenute il 23 luglio per il rinnovo delle Corti Generali; sono stati sottoposti ad elezione tutti i 350 seggi del Congresso dei Deputati e 208 seggi del Senato.
Esse sono state indette a cinque mesi dalla fine naturale della legislatura, sebbene il Governo in carica avesse ripetutamente affermato la sua volontà di giungere alla fine naturale del mandato (dopo la presidenza spagnola del Consiglio dell'Unione europea) e avesse contestualmente smentito più volte qualsiasi voce di un’elezione anticipata, ponendo una data elettorale provvisoria per dicembre 2023. Visti gli scarsi risultati alle elezioni regionali e locali dello stesso anno, tuttavia, il Presidente del Governo ha infine optato per uno scioglimento anticipato.
Le elezioni hanno visto la vittoria del Partito Popolare, il cui blocco di centro-destra tuttavia non ha raggiunto la maggioranza assoluta dei seggi, anche a causa della perdita del partito di estrema destra Vox, rimasto terzo per voti e seggi. D’altro canto, il Partito Socialista Operaio Spagnolo, pur essendo giunto secondo, ha comunque visto un leggero aumento di consensi, a fronte di una flessione contraria del suo blocco di centro-sinistra, non avendo anche questo, dunque, ottenuto una maggioranza chiara.

## Sistema elettorale
Il sistema elettorale spagnolo varia in base alla Camera, essendo il Congresso dei Deputati più rilevante politicamente del Senato.
Novità di questa elezione, tuttavia, è l’abolizione del cosiddetto "voto implorato" (in spagnolo: Voto rogado), secondo cui gli spagnoli all'estero erano tenuti a richiedere il voto prima di essere autorizzati a votare, diminuendo drasticamente la loro affluenza ai seggi. Con il nuovo sistema, infatti, tutti gli spagnoli all’estero saranno automaticamente abilitati a votare, senza pre-autorizzazioni.

### Congresso dei Deputati
Nello specifico, al Congresso, 348 seggi sono eletti utilizzando un sistema proporzionale a lista chiusa di partito, i cui risultati sono convertiti in seggi secondo il metodo D'Hondt. È prevista una soglia di sbarramento del 3% dei voti validi in ogni circoscrizione, che tuttavia include anche le schede in bianco. 
A ciascuna circoscrizione, corrispondenti alle province della Spagna, sono assegnati minimo due seggi, mentre i restanti 248 son distribuiti in proporzione alle loro popolazioni. A Ceuta e Melilla, infine, vengono assegnati i due seggi rimanenti, che vengono de facto eletti con il sistema uninominale secco, per via della loro piccolezza demografica.
Come risultato della suddetta assegnazione, ogni collegio plurinominale del Congresso ha avuto diritto ai seguenti seggi (al 30 maggio 2023):
| Circoscrizioni                                                                     | Seggi |
| ---------------------------------------------------------------------------------- | ----- |
| Madrid                                                                             | 37    |
| Barcellona                                                                         | 32    |
| Valencia(+1)                                                                       | 16    |
| Alicante, Siviglia                                                                 | 12    |
| Malaga                                                                             | 11    |
| Murcia                                                                             | 10    |
| Cadice                                                                             | 9     |
| A Coruña, Isole Baleari, Biscaglia, Las Palmas                                     | 8     |
| Asturie, Granada, Pontevedra, Saragozza, Santa Cruz de Tenerife                    | 7     |
| Almería, Cordova, Gipuzkoa, Girona, Tarragona, Toledo                              | 6     |
| Badajoz(-1), Cantabria, Castellón, Ciudad Real, Huelva, Jaén, Navarra, Valladolid  | 5     |
| Álava, Albacete, Burgos, Cáceres, La Rioja, León, Lleida, Lugo, Ourense, Salamanca | 4     |
| Ávila, Cuenca, Guadalajara, Huesca, Palencia, Segovia, Teruel, Zamora              | 3     |
| Soria                                                                              | 2     |
| Ceuta, Melilla                                                                     | 1     |
| Mappa                                                                              |       |
|                                                                                    |       |

### Senato
Per il Senato, invece, 208 seggi vengono eletti utilizzando un parziale “sistema maggioritario plurinominale a blocchi con liste aperte”, dovendo gli elettori votare per i singoli candidati anziché per i partiti. 
Nei collegi elettorali che eleggono quattro seggi, gli elettori possono votare per un massimo di tre candidati; in quelli con due o tre seggi, per un massimo di due candidati; e, ovviamente, per un solo candidato nei distretti con un solo seggio.
A ciascuna delle 47 province peninsulari sono assegnati quattro seggi, mentre per le province insulari, come le Isole Baleari e le Isole Canarie, i distretti sono le isole stesse, con le più grandi — Maiorca, Gran Canaria e Tenerife — a cui sono assegnati tre seggi ciascuno, e le più piccole — Minorca, Ibiza - Formentera, Fuerteventura, La Gomera, El Hierro —, nonché le città autonome di Ceuta e Melilla, a cui sono assegnati due seggi ciascuno. Inoltre, le Comunità Autonome possono nominare almeno un senatore ciascuna e hanno diritto a un senatore aggiuntivo per ogni milione di abitanti.
| Circoscrizioni                                                                      | Seggi iniziali |
| ----------------------------------------------------------------------------------- | -------------- |
| Circoscrizioni Provinciali                                                          | 4              |
| Gran Canaria, Maiorca, Tenerife                                                     | 3              |
| Ceuta, Melilla                                                                      | 2              |
| El Hierro, Fuerteventura, Ibiza-Formentera, La Gomera, Lanzarote, La Palma, Minorca | 1              |
| Mappa                                                                               |                |
|                                                                                     |                |

## Risultati

### Congresso dei Deputati
| Partito Popolare (PP)                                                                            | 8 160 837  | 33,06 | 137 |  |  |  |
| Partito Socialista Operaio Spagnolo (PSOE)                                                       | 7 821 718  | 31,68 | 121 |  |  |  |
| Vox (VOX)                                                                                        | 3 057 000  | 12,38 | 33  |  |  |  |
| Sumar (SMR) (MS - P - IU - MP - VQ - AV - ECP - C - CHA - D.R.G. - MxMa - MxMe - B - IdPA - IAS) | 3 044 996  | 12,33 | 31  |  |  |  |
| Sinistra Repubblicana di Catalogna (ERC) - Sovranisti (S)                                        | 466 020    | 1,89  | 7   |  |  |  |
| Junts per Catalunya (JxCat) (Junts - DdC - MES)                                                  | 395 429    | 1,60  | 7   |  |  |  |
| Euskal Herria Bildu (EH Bildu) (S - EA - AE)                                                     | 335 129    | 1,36  | 6   |  |  |  |
| Partito Nazionalista Basco (EAJ/PNV)                                                             | 277 289    | 1,12  | 5   |  |  |  |
| Partito Animalista con l’Ambiente (PACMA)                                                        | 169 237    | 0,69  | –   |  |  |  |
| Blocco Nazionalista Galiziano (BNG)                                                              | 153 995    | 0,62  | 1   |  |  |  |
| Coalizione Canaria (CC)                                                                          | 116 363    | 0,47  | 1   |  |  |  |
| Candidatura di Unità Popolare-Per la Rottura (CUP-PR) (CUP - Ca)                                 | 99 644     | 0,40  | –   |  |  |  |
| Unión del Pueblo Navarro (UPN)                                                                   | 52 188     | 0,21  | 1   |  |  |  |
| Fronte Operaio (FO)                                                                              | 46 274     | 0,19  | –   |  |  |  |
| Nueva Canarias-Blocco Canario (NC)                                                               | 45 595     | 0,18  | –   |  |  |  |
| España Vaciada (EV) (EV - AE - TE - SY - PC-TC)                                                  | 36 793     | 0,15  | –   |  |  |  |
| Partito Democratico Europeo Catalano (PDeCAT) (PDeCAT-E - E-CiU)                                 | 32 016     | 0,13  | –   |  |  |  |
| Altri (<0,10%)                                                                                   | 176 891    | 0,72  | –   |  |  |  |
| Voti in bianco                                                                                   | 200 673    | 0,81  | –   |  |  |  |
| Totale                                                                                           | 24 688 087 | 100   | 350 |  |  |  |
|                                                                                                  |            |       |     |  |  |  |
| Voti non validi                                                                                  | 264 360    | 1,06  |     |  |  |  |
| Votanti                                                                                          | 24 952 447 | 66,59 |     |  |  |  |
| Elettori                                                                                         | 37 469 458 |       |     |  |  |  |

| Riepilogo dei voti                             | Riepilogo dei voti                             | Riepilogo dei voti                             | Riepilogo dei voti | Riepilogo dei voti | Riepilogo dei voti | Riepilogo dei voti |
| ---------------------------------------------- | ---------------------------------------------- | ---------------------------------------------- | ------------------ | ------------------ | ------------------ | ------------------ |
| Partito Popolare                               | Partito Popolare                               | Partito Popolare                               |                    |                    | 33,06%             | ▲ 12,25            |
| Partito Socialista Operaio Spagnolo            | Partito Socialista Operaio Spagnolo            | Partito Socialista Operaio Spagnolo            |                    |                    | 31,68%             | ▲ 3,68             |
| Vox                                            | Vox                                            | Vox                                            |                    |                    | 12,38%             | ▼ 2,70             |
| Sumar                                          | Sumar                                          | Sumar                                          |                    |                    | 12,33%             | ▼ 3,01             |
| Sinistra Repubblicana di Catalogna             | Sinistra Repubblicana di Catalogna             | Sinistra Repubblicana di Catalogna             |                    |                    | 1,89%              | ▼ 1,74             |
| Junts per Catalunya                            | Junts per Catalunya                            | Junts per Catalunya                            |                    |                    | 1,60%              | Nuovo              |
| Euskal Herria Bildu                            | Euskal Herria Bildu                            | Euskal Herria Bildu                            |                    |                    | 1,36%              | ▲ 0,22             |
| Partito Nazionalista Basco                     | Partito Nazionalista Basco                     | Partito Nazionalista Basco                     |                    |                    | 1,12%              | ▼ 0,44             |
| Partito Animalista Con l’Ambiente              | Partito Animalista Con l’Ambiente              | Partito Animalista Con l’Ambiente              |                    |                    | 0,69%              | ▼ 0,25             |
| Blocco Nazionalista Galiziano                  | Blocco Nazionalista Galiziano                  | Blocco Nazionalista Galiziano                  |                    |                    | 0,62%              | ▲ 0,12             |
| Coalizione Canaria                             | Coalizione Canaria                             | Coalizione Canaria                             |                    |                    | 0,47%              | Nuovo              |
| Candidatura di Unità Popolare - Per la Rottura | Candidatura di Unità Popolare - Per la Rottura | Candidatura di Unità Popolare - Per la Rottura |                    |                    | 0,40%              | ▼ 0,62             |
| Unión del Pueblo Navarro                       | Unión del Pueblo Navarro                       | Unión del Pueblo Navarro                       |                    |                    | 0,21%              | Nuovo              |
| Fronte Operaio                                 | Fronte Operaio                                 | Fronte Operaio                                 |                    |                    | 0,19%              | Nuovo              |
| Nueva Canarias - Blocco Canario                | Nueva Canarias - Blocco Canario                | Nueva Canarias - Blocco Canario                |                    |                    | 0,18%              | Nuovo              |
| España Vaciada                                 | España Vaciada                                 | España Vaciada                                 |                    |                    | 0,15%              | ▲ 0,07             |
| Partito Democratico Europeo Catalano           | Partito Democratico Europeo Catalano           | Partito Democratico Europeo Catalano           |                    |                    | 0,13%              | Nuovo              |
| Altri <0,10%                                   | Altri <0,10%                                   | Altri <0,10%                                   |                    |                    | 0,69%              |                    |
| Riepilogo dei seggi                            |                                                |                                                |                    |                    |                    |                    |
|                                                |                                                |                                                |                    |                    |                    |                    |
| PSOE                                           | 121                                            | ▲ 1                                            |                    | SMR                | 31                 | ▼ 7                |
| ERC                                            | 7                                              | ▼ 6                                            |                    | CUP-PR             | 0                  | ▼ 2                |
| EHB                                            | 6                                              | ▲ 1                                            |                    | NC                 | 0                  | ▼ 1                |
| BNG                                            | 1                                              | ━                                              |                    | EAJ/PNV            | 5                  | ▼ 1                |
| EV                                             | 0                                              | ▼ 1                                            |                    | PRC                | 0                  | ▼ 1                |
| JxCat                                          | 7                                              | ▼ 1                                            |                    | CC                 | 1                  | ━                  |
| UPN                                            | 1                                              | ▼ 1                                            |                    | C’s                | 0                  | ▼ 10               |
| VOX                                            | 33                                             | ▼ 19                                           |                    | PP                 | 137                | ▲ 48               |

Note:
- Tecnicamente coalizione di nuova formazione, la diminuzione di “Sumar” (SMR) è contata con riferimento ai precedenti risultati dei partiti facenti ora parte di quest’ultima, tra cui, il più grande Unidas Podemos (UP);
- “Junts per Catalunya” (JxCat) era partecipante, precedentemente, come coalizione politica;
- “Coalizione Canaria” (CC) e “Nueva Canarias” erano partecipante, precedentemente, nella coalizione politica “Coalizione Canaria - Nueva Canarias - Blocco Nazionalista Canario” (CC-NC-BNC);
- “Unión del Pueblo Navarro” (UPN) era partecipante, precedentemente, nella coalizione politica “Navarra Suma” (NA+);
- “Partito Democratico Europeo Catalano” (PDeCAT) era partecipante, precedentemente, nella coalizione politica “Junts per Catalunya”.

### Senato
| Partito Popolare (PP)                                                                                     | 23 090 254 | 33,15 | 120 |  |  |  |
| Partito Socialista Operaio Spagnolo (PSOE)                                                                | 21 595 560 | 31,00 | 72  |  |  |  |
| Sumar (SMR) (Sumar - Podemos - IU - MP - VQ - AV - ECP - C - CHA - D.R.G. - MxMa - MxMe - B - IdPA - IAS) | 7 372 888  | 10,58 | –   |  |  |  |
| Vox (VOX)                                                                                                 | 7 106 199  | 10,20 | –   |  |  |  |
| Sinistre per l’Indipendenza (IPLI) (ERC - EHB)                                                            | 2 798 722  | 4,02  | 7   |  |  |  |
| Junts per Catalunya (JxCat)                                                                               | 1 229 445  | 1,76  | 1   |  |  |  |
| Partito Nazionalista Basco (EAJ/PNV)                                                                      | 848 638    | 1,22  | 4   |  |  |  |
| Partito Animalista Con l’Ambiente (PACMA)                                                                 | 649 417    | 0,93  | –   |  |  |  |
| Blocco Nazionalista Galiziano (BNG)                                                                       | 505 311    | 0,73  | –   |  |  |  |
| Coalizione Canaria (CC)                                                                                   | 201 667    | 0,29  | –   |  |  |  |
| Unión del Pueblo Navarro (UPN)                                                                            | 184 531    | 0,26  | 1   |  |  |  |
| España Vaciada (EV) (EV - E - SY - AsE - PC-TC)                                                           | 139 652    | 0,20  | –   |  |  |  |
| Unione del Popolo Leonese (UPL)                                                                           | 93 328     | 0,13  | –   |  |  |  |
| Recortes Cero (RC)                                                                                        | 82 120     | 0,12  | –   |  |  |  |
| Altri (<0,10%)                                                                                            | 582 893    | 0,84  | 3   |  |  |  |
| Totale | 69 659 927 | 100   | 208 |  |  |  |
| |            |       |     |  |  |  |
| Schede bianche                                                                                            | 380 580    | 1,56  |     |  |  |  |
| Schede nulle                                                                                              | 559 603    | 2,29  |     |  |  |  |
| Votanti                                                                                                   | 24 413 924 | 65,16 |     |  |  |  |
| Elettori                                                                                                  | 37 466 432 |       |     |  |  |  |

Nota: Per via del particolare sistema elettorale del Senato, il totale dei voti esposto (69.659.927) non corrisponde al totale dei singoli voti degli elettori espressi per uno specifico partito, bensì la somma, divisa per fazioni, delle preferenze emesse verso i vari candidati di quest’ultime, dato che, in questo caso, ogni votante può esprimere preferenze per più candidati (eletti poi secondo uno schema maggioritario) ed il numero totale, conseguentemente, è maggiore. 
Nota: Sul numero dei votanti (24.413.924), 23.854.321 (97,71%) sono votanti che hanno espresso voti validi. Ai fini elettorali, infine, i voti “in bianco” sono conteggiati come validi.
| Riepilogo dei seggi | Riepilogo dei seggi | Riepilogo dei seggi | Riepilogo dei seggi | Riepilogo dei seggi | Riepilogo dei seggi | Riepilogo dei seggi |
| ------------------- | ------------------- | ------------------- | ------------------- | ------------------- | ------------------- | ------------------- |
|                     |                     |                     |                     |                     |                     |                     |
| PSOE                | 72                  | ▼ 21                |                     | IPLI                | 7                   | Nuovo               |
| EiFS                | 1                   | Nuovo               |                     | EAJ/PNV             | 4                   | ▼ 5                 |
| ASG                 | 1                   | ━                   |                     | AHI                 | 1                   | Nuovo               |
| AE                  | 0                   | ▼ 2                 |                     | JxCat               | 1                   | ▼ 2                 |
| NCA                 | 55                  |                     |                     | UPN                 | 1                   | ━                   |
| Vox                 | 0                   | ▼ 2                 |                     | PP                  | 120                 | ▲ 37                |

Note: 
- Per quanto riguarda “Aragón Existe” (AE), la diminuzione è riferita al partito Teruel Existe, unico ad avere, prima della federazione, una rappresentanza al Senato di Spagna;
- Unión del Pueblo Navarro (UPN) era precedentemente partecipante nella coalizione “Navarra Suma” (NA+).

### Esplicative
1. ↑  Dato derivante dalla sommatoria delle affluenze per le votazioni delle due Camere.
2. ↑  Questi sono i seggi effettivamente eletti dai cittadini; in realtà, altri 55 sono designati dalle 17 assemblee delle Comunità Autonome, ognuna delle quali elegge almeno un senatore, cui se ne aggiunge un altro in più per ogni milione di abitanti residenti entro il territorio della rispettiva Comunità.
3. ↑  Comprende FA
4. ↑  Comprende il PSC
5. ↑  Comprende MM (Sezione di Más País attiva nella Comunità autonoma di Madrid)
6. ↑  Comprende CEC - Sezione di En Comú Podem attiva in Catalogna)
7. ↑  Comprende M-C - IdPV - VerdsEquo (Sezione di VQ attiva nella Comunità Valenciana)
8. ↑  Comprendente anche “Sinistra Repubblicana del Paese Valenciano” (ERPV) e “Sinistra Repubblicana delle Isole Baleari” (ERIB)
9. 1 2 3  Disputante solo in Catalogna
10. 1 2  Disputante solo nei Paesi Baschi ed in Navarra
11. ↑  Disputante solo in Galizia
12. ↑  Comprende PNC; Disputante, inoltre, solo nelle Isole Canarie
13. ↑  Disputante solo in Navarra
14. ↑  Disputante solo nelle Isole Canarie
15. ↑  La diminuzione è riferita alla coalizione Unidas Podemos, unica che, prima della creazione di questa nuova coalizione, aveva una rappresentanza al Congresso dei Deputati
16. ↑  La diminuzione è riferita al partito Teruel Existe, unico partito che, prima della federazione, aveva una rappresentanza al Congresso dei Deputati
17. ↑  Comprende FA
18. ↑  Comprende il PSC
19. ↑  Comprende MM (Sezione di Más País attiva nella Comunità autonoma di Madrid)
20. ↑  Comprende CEC - Sezione di En Comú Podem attiva in Catalogna)
21. ↑  Comprende M-C - IdPV - VerdsEquo (Sezione di VQ attiva nella Comunità Valenciana)
22. ↑  Di cui, 3 a ERC e 4 a EHB

### Bibliografiche
1. 1 2  (ES) Real Decreto 400/2023, de 29 de mayo, de disolución del Congreso de los Diputados y del Senado y de convocatoria de elecciones. [Regio Decreto 400/2023, del 29 maggio, sulla dissoluzione del Congresso dei Deputati e del Senato e di indizione delle elezioni.] (PDF), su boe.es, BOLETÍN OFICIAL DEL ESTADO (BOE), 30 maggio 2023.
2. ↑  (ES) Iolanda Mármol, Sánchez planifica el semestre europeo de 2023 para apurar la legislatura [Sánchez pianifica il semestre europeo del 2023 per accelerare la legislatura], El Periódico de España, 5 novembre 2021.
3. ↑  (ES) Fernando H. Valls, Iván Gil, Casado se despide como jefe de la oposición y Sánchez garantiza que no adelanta elecciones [Casado si congeda come capo dell'opposizione e Sánchez garantisce che non anticiperà le elezioni], El Confidencial, 23 febbraio 2022.
4. ↑  (ES) Sánchez confirma que las elecciones generales serán en diciembre de 2023 [Sánchez conferma che le elezioni generali si terranno nel dicembre 2023], Cronica Balear, 29 luglio 2022.
5. ↑   In Spagna la sinistra ha perso alle elezioni locali, Il Post, 29 maggio 2023.
6. ↑   Sánchez ha convocato elezioni anticipate, Il Post, 29 maggio 2023.
7. ↑   Sara Gandolfi, Perché Sánchez si è dimesso, dopo le elezioni in Spagna, e che cosa può succedere ora?, Il Corriere della Sera, 29 maggio 2023.
8. ↑  (ES) CARLOS E. CUÉ, Pedro Sánchez adelanta las elecciones generales al 23 de julio ante el fiasco de las autonómicas [Pedro Sánchez anticipa le elezioni generali al 23 luglio in seguito al fiasco delle elezioni regionali], El País, 29 maggio 2023.
9. ↑   La sconfitta dell’estrema destra di Vox è una delle poche certezze in Spagna, Il Post, 24 luglio 2023.
10. ↑   Il Partito Popolare vince ma Vox perde seggi, la destra senza maggioranza. Resistono i socialisti, Rai News, 24 luglio 2023.
11. ↑   Elezioni in Spagna, Popolari primi ma senza una maggioranza. Rebus governabilità, SkyTG24, 24 luglio 2023.
12. ↑   Cosa succede ora in Spagna?, Il Post, 24 luglio 2023.
13. ↑  (ES) PILAR ARAQUE CONDE, El Congreso acaba con el voto rogado: diez años de trabas burocráticas para los residentes en el extranjero [Il Congresso si chiude con il voto implorato: dieci anni di intoppi burocratici per i residenti all'estero], su publico.es, Público, 8 giugno 2022.
14. 1 2   Costituzione Spagnola, ex. Art. 68-69 (PDF), su boe.es.
15. 1 2  (ES) Ley Orgánica 5/1985, de 19 de junio, del Régimen Electoral General [Legge Organica 5/1985, del 19 giugno, riguardo al Regime Elettorale Generale], su boe.es.